# Sojuz TMA-11
Sojuz TMA-11 – załogowa misja rosyjskiego statku kosmicznego Sojuz-TMA w ramach programu Sojuz. W skład załogi weszli astronauci z Ekspedycji 16 Międzynarodowej Stacji Kosmicznej, oraz pierwszy astronauta z Malezji, który powrócił na pokładzie Sojuza TMA-10 razem z Fiodorem Jurczichinem oraz Olegiem Kotowem.
Statek kosmiczny Sojuz przycumował do ISS 12 października 2007. Do Malenczenki i Whitson dołączył trzeci astronauta – Clayton Anderson, który przebywał na pokładzie ISS od czerwca 2007. W październiku zmienił go Daniel Tani (przybył z misją STS-120). W grudniu zastąpił go z kolei Léopold Eyharts (przyleciał z misją STS-122). W lutym doszło do kolejnej wymiany i na stacji pojawił się Amerykanin Garrett Reisman (STS-123). Whitson i Malenczenko powrócili na Ziemię 19 kwietnia 2008.

## Przebieg misji
- 8 października 2007 – na wyrzutni kosmodromu Bajkonur ustawiono w pozycji startowej rakietę nośną Sojuz-FG wraz ze statkiem kosmicznym Sojuz TMA-11. Komisja Państwowa zatwierdziła ostatecznie dotychczasowe składy załóg: podstawowej i rezerwowej.
- 10 października – start nastąpił o godz. 13.22.39 UTC. Kapsuła z kosmonautami oddzieliła się od ostatniego stopnia rakiety nośnej o 13.31.25 UTC i weszła na orbitę okołoziemską.
- 12 października – o 14.52 UTC doszło do połączenia Sojuza ze stacją kosmiczną przez moduł Zaria. Połączenie odbyło się w systemie automatycznym. O 16.30 UTC astronauci otworzyli właz i przeszli na pokład Międzynarodowej Stacji kosmicznej.
- 13 października – do godzin porannych astronauci przenosili ze statku transportowego Sojuz TMA-11 m.in. aparaturę naukową, dokumentację pokładową i żywność.
- 15 października – astronauci uczestniczyli w konferencji prasowej zorganizowanej dla amerykańskich i malezyjskich dziennikarzy.
- 16 października – rozpoczęto przygotowania Sojuza TMA-10 do powrotu na Ziemię. Zainstalowano w nim m.in. fotel malezyjskiego astronauty.
- 19 października – na pokładzie kompleksu orbitalnego odbyło się uroczyste przekazanie ISS nowej załodze. Po raz pierwszy dowódcą stacji została kobieta – Peggy Whitson.
- 21 października – astronauci odłączyli Sojuza TMA-10.
- 25 października – astronauci przywitali załogę STS-120.
- 5 listopada – wahadłowiec Discovery odcumował od ISS.
- 9 listopada – astronauci Whitson i Malenczenko podczas blisko 7-godzinnego EVA-1 wykonali prace przygotowawcze przed przeniesieniem modułu Harmony z Unity na Destiny.
- 14 listopada – przy użyciu SSRMS pomyślnie przeprowadzono operację przecumowania modułu Harmony na docelowe miejsce tj. do przedniego portu Destiny.
- 20 listopada – Whitson i Tani wykonali EVA-2.
- 24 listopada – Whitson i Tani wykonali EVA-3.
- 18 grudnia – Whitson i Tani wykonali EVA-4.
- 22 grudnia – od stacji odłączył się Progress M-61, który rozpoczął lot autonomiczny. Na orbicie ma pozostać przez kilka miesięcy.
- 26 grudnia – do ISS przycumował statek transportowy Progress M-62, który poza zaopatrzeniem przywiózł także świąteczne prezenty dla astronautów.
- 30 grudnia – z Centrum Kontroli Lotów Dziadek Mróz złożył życzenia załodze stacji.
- 1 stycznia 2008 – załoga trzy razy świętowała Nowy Rok.
- 20 stycznia – Whitson i Tani wykonali EVA-5.
- 9 lutego – wahadłowiec Atlantis (STS-122) podłączył się do ISS.
- 12 lutego – Leopold Eyharts oficjalnie zastąpił w składzie Ekspedycji 16 Daniela Taniego.
- 18 lutego – wahadłowiec Atlantis (STS-122) odcumował od ISS.
- 13 marca – ze stacją połączył się prom Endeavour (STS-123).
- 19 kwietnia – Malenczenko, Whitson oraz Yi So-yeon wylądowali w Kazachstanie. Miejsce lądowania było jednak oddalone o 428 km od planowanego.